# Марк-Андре Фурньє
Марк-Андре Фурньє (фр. Marc-André Fournier; народився 5 квітня 1979 у м. Сент-Ніколас, Квебек, Канада) — сербський хокеїст, центральний нападник. Виступає за «Партизан» (Белград) у Сербській хокейній лізі. 
Виступав за команди: Sacred Heart University (NCAA), ХК «Торіно», «Пролаб де Тетфорд Мінес» (LNAH),  «Войводина» (Новий Сад), «Партизан» (Белград).
У складі національної збірної Сербії учасник чемпіонатів світу 2009 (дивізіон II), 2010 (дивізіон I) і 2011 (дивізіон II).